# What is Love (浜本沙良の曲)
「What is Love」（ホワット・イズ・ラブ）は、浜本沙良の2枚目のシングル。1995年1月20日にフォーライフ・レコードから発売された。

## 概要
- NTT DoCoMo関西のCMソングとして使用された[2]。
- 2曲とも、同年3月17日に発売されたアルバム『Truth of Lies』に収録された[3]。
- 2015年9月1日より、タワーレコードミュージックとレコチョクで配信販売が開始された[4]。
- カップリングの「Swing」は、浜本自身が作詞を担当している。

## 収録曲
（全作曲：羽場仁志、編曲：有賀啓雄）
1. What is Love [4:55]
作詞：庄司明弘
  - NTT DoCoMo関西「愛の嵐の物語」CMソング[2]
2. Swing [5:39]
作詞：浜本沙良
3. What is Love [オリジナルカラオケ] [4:55]

## 参加ミュージシャン
| What is Love - ドラムス：宮田繁男 - ベース：有賀啓雄 - ギター：斎藤誠 - キーボード：松田真人 - コーラス：有賀啓雄、高尾直樹、菅木真智子 - シンセサイザーオペレーター：橋本茂昭 | Swing - ドラムス：坂口良二 - ベース：有賀啓雄 - ギター：林部直樹 - キーボード：松田真人 - パーカッション：三沢またろう - コーラス：有賀啓雄 - シンセサイザーオペレーター：橋本茂昭 |

## 収録アルバム
| 曲名         | 収録アルバム      | 発売日        | 規格品番  |
| ------------ | ----------------- | ------------- | --------- |
| What is Love | 『Truth of Lies』 | 1995年3月17日 | FLCF-3540 |
| Swing        | 『Truth of Lies』 | 1995年3月17日 | FLCF-3540 |